# Bullacris boschimana
Bullacris boschimana är en insektsart som på engelska även benämns bladder grasshopper. Den beskrevs först av Louis Albert Péringuey 1916.  Bullacris boschimana ingår i släktet Bullacris och familjen Pneumoridae. Inga underarter finns listade i Catalogue of Life.